# Quand sort la recluse (téléfilm)
 (mars 2019).
Si vous disposez d'ouvrages ou d'articles de référence ou si vous connaissez des sites web de qualité traitant du thème abordé ici, merci de compléter l'article en donnant les références utiles à sa vérifiabilité et en les liant à la section « Notes et références ».
Pour l’article homonyme, voir Quand sort la recluse.
Quand sort la recluse est un téléfilm français réalisé par Josée Dayan, diffusé sur France 2, adapté du roman de l'écrivaine française Fred Vargas. Il s'agit de la cinquième adaptation de Vargas faite par Josée Dayan et interprétée par Jean-Hugues Anglade.

## Synopsis
Trois vieillards sont morts à quelques mois d'intervalle, après une morsure d'araignée, la Loxosceles rufescens. Le petit monde des arachnophiles s'affole : la bestiole aurait-elle muté après avoir ingéré trop de pesticides ? L'hypothèse d'Adamsberg est évidemment plus prosaïque : l'araignée ne cacherait-elle pas une série de meurtres ? Il ne lui en faut pas plus pour se lancer dans une enquête, au grand dam de Danglard, qui semble tout faire pour entraver Adamsberg...

## Fiche technique
- Réalisatrice : Josée Dayan
- Scénario : Emmanuel Carrère, d'après le roman de Fred Vargas Quand sort la recluse
- Production : Josée Dayan et Gaspard de Chavagnac
- Musique : Benjamin Biolay
- Photographie : Stefan Ivanov
- Montage : Yves Langlois, Florence Leconte
- Son : Aline Huber
- Décors : Philippe Lévêque
- Costumes : Cyril Fontaine
- Date de diffusion : 10 avril 2019 et 17 avril 2019 sur France 2[2].
- Durée : 2 X 90 minutes

## Distribution
- Jean-Hugues Anglade : commissaire Jean-Baptiste Adamsberg / son frère Raphaël
- Sylvie Testud : lieutenant Froissy
- Pierre Arditi : docteur Cauvert
- Jérôme Kircher : lieutenant Veyrenc
- Élisabeth Depardieu : Irène Royer-Ramier
- Jacques Spiesser : commandant Danglard
- Corinne Masiero : lieutenant Violette Retancourt
- Julia Duchaussoy : Estelle
- Bernard Verley : Vessac
- Jacques Bonnaffé : docteur Malempiat
- Christian Vadim : maître Carvin
- Thierry Hancisse : capitaine Voisenet
- Issaka Sawadogo : Mathias, l'archéologue
- Stéphan Wojtowicz : professeur Pujol
- Juliette Carré : Élisabeth Bonpain
- Michel Sidobre : Claveyrolle
- Fabrice Plaquevent : Lambertin